# 尼古拉·谢尔盖耶维奇·列昂诺夫
尼古拉·谢尔盖耶维奇·列昂诺夫（俄语：Николай Сергеевич Леонов，罗马化：Nikolay Sergeyevich Leonov，1928年8月22日-2022年4月27日）是苏联情报官员。他曾任苏联克格勃分析部部长（1991年）、苏联克格勃第一总局副局长（1983-1990年）以及中将（1991年）。他持有历史科学博士学位，并任莫斯科国立国际关系学院外交系教授。他是第四届俄罗斯国家杜马代表（2003-2007）以及俄罗斯自然科学院院士。他也是米特罗欣档案馆的人物。